# Список недружественных государств (Россия)

Россия
Недружественные страны

Список недружественных государств и территорий — иностранные государства и территории (страны), которые, по мнению российских властей, совершают в отношении Российской Федерации — России, российских юридических и физических лиц недружественные действия. На страны, добавленные в список, распространяются определённые ограничения, связанные с их отношениями с Россией, включая торговые и валютные ограничения, а также ограничения на персонал в дипломатических представительствах перечисленных стран в России.
Список был впервые опубликован в мае 2021 года, в него вошли США (Однако по данным 25 мая 2025 года США и Россия ведут активные телефонные переговоры, обсуждаются урегулирование российско-украинского конфликта, и перспективы российско-американский отношений, так же 15 августа 2025 года провелся Саммит Владимира Путина и Дональда Трампа на Аляске в Анкоридже, сообщается что эта встреча была полезной и продуктивной)и Чехия . После начала российского вторжения в Украину 24 февраля 2022 года и международных санкций, введённых против России, список был расширен до 49 государств. В список включены все страны — члены «Большой семёрки», 25 стран — членов Европейского союза и все страны — члены НАТО кроме Турции. 
В сентябре 2024 года дополнительно был утверждён перечень стран, «навязывающих неолиберальные ценности», состав которого совпадает с предыдущим, за исключением Венгрии и Словакии. 

## Список стран и регионов
Перечень утверждён распоряжением правительства Российской Федерации. С 20 сентября 2024 года в него входят 47 государств:
- Австралия
- Албания
- Андорра
- Багамские Острова
- Великобритания, включая коронные владения Британской короны и Британские заморские территории
- Европейский союз (25 государств: Австрия, Бельгия, Болгария, Германия, Греция, Дания, Ирландия, Испания, Италия, Республика Кипр, Латвия, Литва, Люксембург, Мальта, Нидерланды, Польша, Португалия, Румыния, Словения, Финляндия, Франция, Хорватия, Чехия, Швеция, Эстония, включая особые территории государств — членов Европейского союза)
- Исландия
- Канада
- Лихтенштейн
- Микронезия
- Монако
- Новая Зеландия
- Норвегия
- Республика Корея
- Сан-Марино
- Северная Македония
- Сингапур
- Соединённые Штаты Америки (включая Американские Виргинские острова)
- Китайская Республика
- Украина (Вторжение России на Украину (с 2022))
- Черногория
- Швейцария
- Япония

## История

### Федеральный закон № 127
6 апреля 2018 года Минфин США ввёл санкции против 24 российских бизнесменов и высокопоставленных чиновников и 15 связанных с ними компаний. Санкции ввели из-за ситуаций на Украине, в Сирии, а также из-за кибератак, но «прежде всего попыток России подорвать западную демократию». Вслед за этим 9 апреля премьер-министр РФ Дмитрий Медведев поручил правительству РФ оказать поддержку попавшим под санкции российским компаниям и рассмотреть возможность введения ответных мер против США. 11 апреля председатель Госдумы В. В. Володин предложил премьер-министру Дмитрию Медведеву «принять зеркальные меры по отношению к продукции из США». «Нам пора ответить на это хамское поведение со стороны Соединённых Штатов, на неприкрытый лоббизм США своих интересов, на создание препятствий для работы российского бизнеса», — заявил он.
13 апреля 2018 года в Госдуме 7 созыва группа из шести депутатов внесла на рассмотрение законопроект об ответных санкциях против США и иных государств — «О мерах воздействия (противодействия) на недружественные действия Соединённых Штатов Америки и иных иностранных государств». Автором выступили председатель Госдумы В. В. Володин и руководители четырёх фракций Г. А. Зюганов (КПРФ), В. В. Жириновский (ЛДПР), С. И. Неверов («Единая Россия»), С. М. Миронов («Справедливой России») и первый вице-спикер Госдумы И. И. Мельников (КПРФ). Позже к ним присоединилось ещё более 120 депутатов. Законопроект не предполагал финансовых затрат, поэтому отзыв правительства РФ не требовался.
15 мая 2018 года законопроект был принят Государственной думой в первом чтении, 17 мая — во втором чтении, а 22 мая — в третьем, окончательном чтении. За проголосовали 416 депутатов (92 %): 323 от ЕР, 36 от ЛДПР, 35 от КПРФ, 20 от СР, 2 внефракционных депутата А. А. Журавлёв и Р. Г. Шайхутдинов; против — 0; воздержался 1 Р. А. Азимов.
30 мая законопроект единогласно одобрили в Совете Федерации. На заседании сперва Андрей Климов, в качестве председателя временной комиссии СФ по защите государственного суверенитета и предотвращению вмешательства во внутренние дела РФ, представил сенаторам специальный доклад по итогам президентских выборов в марте 2018 года с точки зрения покушений на российский электоральный суверенитет, обвинениями в адрес США. Сенатор Ильяс Умаханов связал информацию из доклада с вынесенным на голосование законопроектом о контрсанкциях. Также антиамериканские заявления сделали сенаторы Алексей Кондратьев и Константин Косачёв. Затем законопроект о контрсанкциях сенаторам представил председатель комитета СФ по экономической политике Дмитрий Мезенцев. Из 170 сенаторов за проголосовали 152 сенатора (89,4 %), против — 0.
4 июня 2018 года президент России Владимир Путин подписал закон «О мерах воздействия (противодействия) на недружественные действия Соединённых Штатов Америки и иных иностранных государств». В законе было введено понятие «недружественные иностранные государства». Согласно закону, правительство России по решению главы государства, а также сам президент, на основании предложений Совета безопасности России могут вводить меры воздействия (противодействия) на страны, уличённые в недружественных действиях по отношению к России. В качестве страны, проводящей недружественные действия по отношению к России, были конкретно названы США.

### Указ президента России (2021)
18 апреля 2021 года между Чехией и Россией произошёл дипломатический скандал. Власти Чехии обвинили российские спецслужбы в причастности к взрыву складов боеприпасов во Врбетице в 2014 году и выслали 18 российских дипломатов. Вслед за Чехией к аналогичным мерам прибегли Словакия, Латвия, Литва и Эстония. МИД РФ назвал чешские обвинения «голословными» и «абсурдными» и в качестве ответной меры объявил о высылке 20 сотрудников посольства Чехии. 23 апреля 2021 года президент России Владимир Путин подписал указ «О применении мер воздействия (противодействия) на недружественные действия иностранных государств». Указ основывался на принятом в июне 2018 года федеральном законе № 127 и в нём также использовалось понятие «недружественные иностранные государства». Причём в разделе 5 пункта а) указывалось, что правительство России должно определить перечень недружественных иностранных государств, в отношении которых будут применяться меры воздействия (противодействия), установленные этим указом. Пресс-секретарь президента Дмитрий Песков уточнил, что ограничительная мера касается только дипломатических представительств, и не касается бизнес-структур.
Через несколько дней официальный представитель МИД РФ Мария Захарова в эфире телеканала «Россия-1» заявила, что начата работа по формированию списка недружественных стран. На данный момент в нём уже фигурируют США. Захарова подчеркнула, что вышеуказанный указ президента — ответная мера на враждебные действия других стран.
14 мая 2021 года было опубликовано распоряжение правительства России во главе с Михаилом Мишустиным от 13.05.2021 № 1230-р. Согласно содержанию данного документа был утверждён перечень иностранных государств, совершающих недружественные действия в отношении России. Распоряжение звучит так:
«Перечень иностранных государств, совершающих недружественные действия в отношении Российской Федерации, граждан Российской Федерации или российских юридических лиц, в отношении которых применяются меры воздействия (противодействия), установленные Указом Президента Российской Федерации от 23 апреля 2021 г. № 243 „О применении мер воздействия (противодействии) на недружественные действия иностранных государств“, с указанием количества физических лиц, которые находятся на территории Российской Федерации и с которыми дипломатическими представительствами и консульскими учреждениями, представительствами государственных органов и государственных учреждений указанных государств могут быть заключены трудовые договоры, договоры о предоставлении труда работников (персонала) и иные гражданско-правовые договоры, на основании которых возникают трудовые отношения с физическими лицами, находящимися на территории Российской Федерации»
На тот момент в перечень вошли США и Чехия.
20 июля 2022 года в перечень также были добавлены Греция, Дания, Словения, Хорватия и Словакия. 3 августа 2023 года в перечень была добавлена Норвегия.

### Указ президента России (2022)
5 марта 2022 года, после начала вторжения России в Украину и в связи с вводом против России многочисленных международных санкций президент России Владимир Путин подписал указ «О временном порядке исполнения обязательств перед некоторыми иностранными кредиторами». Согласно указу, правительство России в двухдневный срок должно определить перечень стран, совершающих в отношении РФ, российских юридических лиц и физических лиц «недружественные действия». В этот же день правительство РФ в своём распоряжении № 430-р утвердило перечень иностранных государств и территорий, совершающих в отношении России, её компаний и граждан недружественные действия. В перечень вошли Австралия, Албания, Андорра, Великобритания, включая Джерси, Ангилью, Британские Виргинские острова, Гибралтар, государства — члены Европейского союза, Исландия, Канада, Лихтенштейн, Микронезия, Монако, Новая Зеландия, Норвегия, Республика Корея, Сан-Марино, Северная Македония, Сингапур, США, Тайвань (Китай), Украина, Черногория, Швейцария, Япония.
24 июля правительство дополнило перечень недружественных России стран и территорий. В перечень вошли острова Гернси и Мэн, поддержавшие санкции, введённые Великобританией в отношении России, российских граждан и компаний, а также Багамские острова, которые ввели запрет на любые операции с Банком России, российским Минфином и рядом кредитных организаций Российской Федерации.
29 октября правительство расширило перечень. В список попали 11 Британских территорий, поддержавших санкции, введённые Великобританией в отношении России. Это: Бермуды, Британская антарктическая территория, Британская Территория в Индийском океане, острова Кайман, Фолклендские острова, Монтсеррат, острова Питкэрн, острова Святой Елены, Вознесения и Тристан-да-Кунья, Южная Георгия и Южные Сандвичевы острова, Акротири и Декелия, Теркс и Кайкос.
16 марта 2023 года президент России Владимир Путин заявил, что определение «недружественные страны» не отражает объективные реалии, поскольку, на его взгляд, недружественными являются элиты или правители в некотором количестве государств, а большая часть населения этих стран симпатизируют РФ.
С 1 июля 2023 года недружественные страны также включены Россией в чёрный список офшоров.

### Перечень стран, «навязывающих деструктивные ценности»
20 сентября 2024 года был утверждён список стран, «навязывающих деструктивные ценности» (перечень иностранных государств и территорий, реализующих политику, навязывающую деструктивные неолиберальные идеологические установки, противоречащие традиционным российским духовно-нравственным ценностям). Он был принят для «оказания гуманитарной поддержки лицам, разделяющим традиционные российские духовно-нравственные ценности», в частности, облегчение миграционного процесса в Россию для граждан этих стран. По сравнению со списком стран, в отношении которых применяются ответные экономические меры, исключены Венгрия и Словакия. Это связано с позициями венгерского и словацкого правительств по отношению к вторжению России на Украину, несмотря на их членство в НАТО и ЕС.